# Paule Duport
Pour les articles homonymes, voir Duport et Lamirand.
Paule Duport, de son nom complet Yvonne Paulette Lamirand, née le 13 septembre 1927 à Trémolat (Dordogne) et morte le 29 décembre 2017 à Saint-Égrève, est une femme politique française.

## Biographie
Docteur en médecine, elle a exercé en milieu scolaire.
Membre du Parti socialiste (PS), elle est sur la liste socialiste avec la participation des radicaux de gauche (PS-MRG) aux élections européennes de 1979, mais elle ne devient effectivement députée européenne que deux ans plus tard après la démission de Jean Oehler, qui vient d'être élu aux élections législatives françaises de 1981.
Elle est alors membre de la commission de l'emploi et des affaires sociales, et de la délégation pour les relations avec le Canada. Elle fait partie des députés à l'origine de l'adoption par le parlement européen de la résolution du 18 juin 1987 sur la reconnaissance politique du génocide arménien.
Elle assume ensuite les fonctions de première adjointe au maire de Saint-Égrève de 1983 à 1995.
Son mari Paul Duport (Paul Henri Duport), né à Grenoble en 1919, et décédé le 30 novembre 2014 à La Tronche, était premier adjoint au maire de Saint-Égrève avant elle, de 1977 à 1983.

## Détail des fonctions et des mandats
Mandat parlementaire
- 1er novembre 1981 - 23 juillet 1984 : Députée européenne